# Sonic the Hedgehog (joc video din 1991)

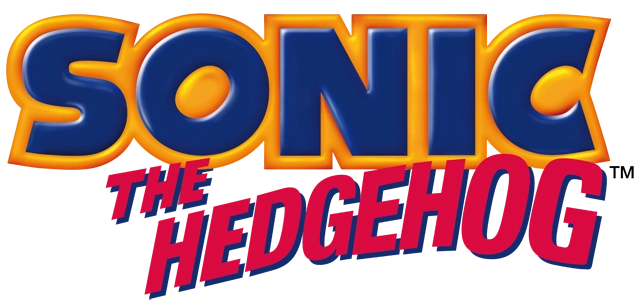
Logo-ul folosit pentru seria de jocuri "classic Sonic" (Sonic 1-3)

Sonic the Hedgehog este un joc de platformă dezvoltat de Sonic Team și publicat de Sega pentru consola de jocuri video Sega Genesis. A fost lansat în America de Nord în iunie 1991 și în regiunile PAL și Japonia luna următoare. Jocul prezintă un arici antropomorf numit Sonic, în încercarea de a-l învinge pe Dr. Robotnik, un om de știință care a închis animale în roboți și a furat puternicele Chaos Emeralds. Jocul implică colectarea inelelor ca formă de sănătate și o schemă simplă de control, cu sărituri și atacuri controlate de un singur buton.
Dezvoltarea a început în 1990, când Sega a ordonat dezvoltatorilor săi să creeze un joc cu o mascotă pentru companie. După ce au luat în considerare o serie de sugestii, dezvoltatorii au decis un arici albastru și s-au numit „Sonic Team” pentru a se potrivi cu personajul lor. Sonic the Hedgehog, conceput pentru un joc rapid, a fost influențat de jocurile creatorului din seria Super Mario Shigeru Miyamoto. Sonic the Hedgehog folosește o tehnică nouă care permite Sonic să se rostogolească de-a lungul peisajelor curbate, care își are originea într-o demonstrație tehnologică creată de programatorul Yuji Naka.
Sonic the Hedgehog a fost bine primit de critici, care i-au lăudat vizualul, sunetul și gameplay-ul. De asemenea, a avut succes comercial, stabilind Genesis ca un jucător cheie în era de 16 biți și permițându-i să concureze cu Nintendo și consola lor Super Nintendo Entertainment System. Jocul a fost portat de mai multe ori și a inspirat mai multe clone, o franciză de succes și adaptări în alte medii. Este adesea citat ca unul dintre cele mai mari jocuri video din toate timpurile.

## Versiunea 8-Bit
După versiunea mai bine cunoscută și "principală" 16-Bit, a fost produs un alt joc, foarte asemănător, tot numit Sonic the Hedgehog. Este o versiune dezvoltată de Sega special pentru consola mai veche "Sega Master System". 
Deși are același nume, are nivele și mecanici foarte diferite. A fost lansat pe 25 Octombrie, 1991.

## Special Stages și Chaos Emerlards
În afară de nivelele normale, exsistă și "Special Stages", nivele pe care Sonic le accesează după ce completează un nivel normal cu 50 sau mai multe inele. După ce completează un Special Stage, Sonic primește un "Chaos Emerlad" (tradus: Smarald al Haosului). Există 6 smaralde (deci 6 nivele speciale), pe care Sonic trebuie să le obțină pentru a activa un "Good Ending", în care reușește să inverseze efectele negative pe care le-a provocat poluția și haosul provocate de Dr. Robotnik. În "Normal Ending" (sfârșitul primit dacă învingi ultimul boss fără toate smaraldele), Sonic salvează lumea, dar din păcate efectele rămân prezente.

## Lista nivelelor
Nivelele din jocul acesta (dar și majoritatea jocurilor "Sonic" viitoare), sunt numite "Zones" și sunt împărțite în trei "Acts".  În actul 3, mereu intervine un "boss" (deobicei Dr. Robotnik)